# Фіцджеральд Брамбл
Двайт Фіцджеральд Брамбл (англ. Dwight Fitzgerald Bramble, нар. 27 жовтня 1967, Сент-Вінсент) — політик Сент-Вінсенту і Гренадин, який є членом парламенту Сент-Вінсента і Гренадин від східного Кінгстауна від 30 листопада 2020 року. Він твакож був футболістом збірної Сент-Вінсенту і Гренадин, який грав на позиції воротаря.

## Ранні роки життя і футбольна кар'єра
Фіцджеральд Брамбл народився на Сент-Вінсенті 27 жовтня 1967 року. Він отримав ступінь бакалавра та магістра економіки в Університеті Старого Домініону в США. Брамбл під час навчання грав за футбольну команду університету «Олд Домініон Монаркс». У 1983 році він був основним воротарем команди, а в 1983—1986 роках був переможцем студентських змагань у її складі.
З 1992 до 2004 року Фіцджеральд Брамбл грав у складі національної збірної Сент-Вінсенту і Гренадин. Він захищав ворота збірної на Карибському кубку 1995 року, а також на Золотому кубку 1996 року в США. Брамбл також брав участь у кваліфікаційному раунді чемпіонату світу з футболу 1994 року та кваліфікаційному раунді чемпіонату світу з футболу 1998 року. Щонайменше з 1995 по 1996 рік він грав за клуб «Готсперз».

## Робота в дипломатичних структурах та уряді
Фіцджеральд Брамбл працював у міністерстві фінансів, планування та економічного розвитку, та був призначений старшим спеціалістом з проектів. У жовтні 2000 року він був призначений заступником керівника дипломатичної місії Сент-Вінсенту і Гренадин у США. У 2005 році він став директором офісу Організації американських держав у Суринамі, і обіймав цю посаду до 2011 року. Пізніше Брамбл переїхав до Канади. Після роботи викладачем в Університеті Реджайни, він був прийнятий на посаду координатора економічного розвитку канадського міста Естеван у 2017 році.

## Політична діяльність
Фіцджеральд Брамбл був висунутий кандидатом у члени парламенту від Нової демократичної партії від східного Кінгстауна на загальних виборах у країні 2020 року. Він змінив члена парламенту Арніма Юстаса, колишнього прем'єр-міністра, який був членом парламенту від Нової демократичної партії з 1998 року. Брамбл переміг кандидата від Єдиної лейбористської партії Люка Брауна. Разом із іншими членами парламенту Брамбл склав присягу на першій сесії парламенту 30 листопада 2020 року.